# J.P. Morgan & Co.
J.P. Morgan & Co. byla komerční a investiční banka, založená J. P. Morganem v roce 1871. Tato banka byla předchůdcem tří z největších dnešních mezinárodních bank – JPMorgan Chase, Morgan Stanley a Deutsche Bank (prostřednictvím Morgan, Grenfell & Co.) – a byla také u zrodu dnes již zaniklé investiční banky Drexel Burnham Lambert.
J.P. Morgan & Co. je někdy také nazývána „the House of Morgan“ („dynastie Morganů“). Jméno „J.P. Morgan“ je dnes užíváno jako značka pro investiční bankovnictví banky JPMorgan Chase.